# Trikonasana

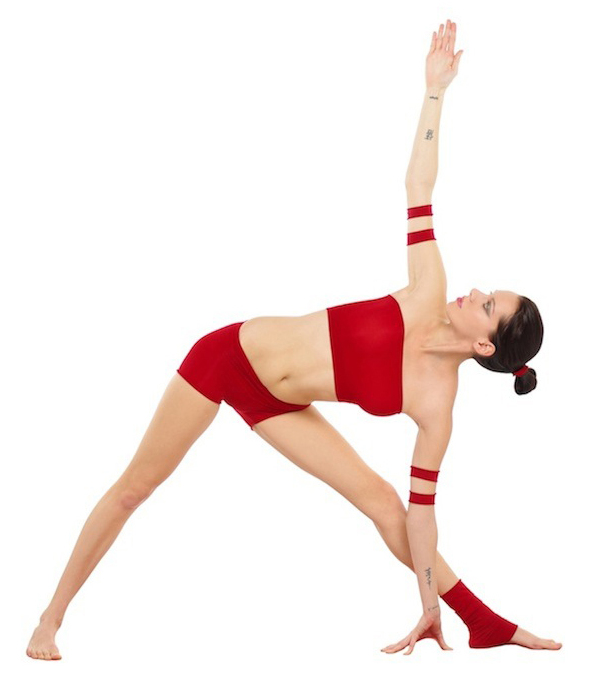
Trikoṇāsana

Trikonasana (em sânscrito:  त्रिकोणासन; IAST: trikoṇāsana), ou postura do triângulo, é um asana. O termo vem do sânscrito trikona, que significa “três cantos” ou “triângulo”.

## Variações
- Utthita trikonasana
- Baddha trikonasana
- Parivrtta trikonasana